# Avigdor Moshe Nosikov
Avigdor Moshe Nosikov (geb. 13. Mai 1986 in Leningrad) ist ein israelischer Rabbiner. der als Rabbiner der Jüdischen Gemeinde Dortmund wirkt. Von 2010 bis 2022 war er Oberrabbiner von Woronesch und der Region Woronesch.

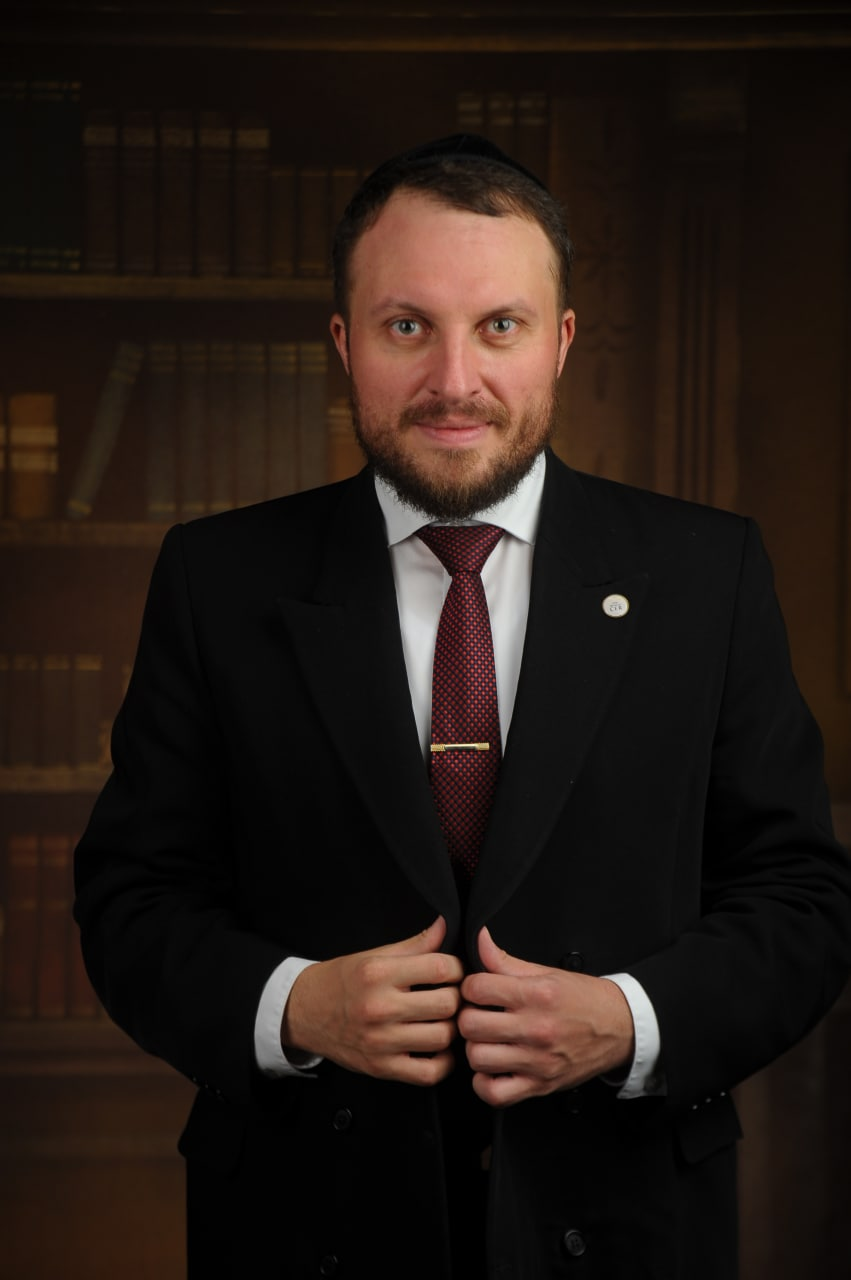
Avigdor Moshe Nosikov, Rabbi in Dortmund (09.2022)

## Biografie
Avigdor Nosikov wurde 1986 in Leningrad (St. Petersburg) geboren. Seit 1991 lebte er in Israel und besuchte dort das Jerusalemer Gymnasium „Mei Boer“. 
In der Zeit von 2001 bis 2004 erhielt er eine höhere religiöse Ausbildung an der Tschebin-Jeschiwa in Jerusalem. 
Nach seinem Abschluss leitete Nosikov die jüdische russischsprachige Gemeinde der Stadt Arad und erhielt 2006 die Semicha  als Rabbiner.
Von 2010 bis 2022 war er Oberrabbiner der Stadt und des Landesbezirks Woronesch. Anfang 2022, kurz nach Beginn des Krieges in der Ukraine, verließ Nosikov Russland und trat als Rabbiner der Region Woronesch zurück. Im September 2022 zog er nach Deutschland und trat das Amt des Rabbiners der Jüdischen Kultusgemeinde Dortmund an.

## Oberrabbiner der Stadt Woronesch
Von 2010 bis 2022 war er Oberrabbiner der Stadt und des Landesbezirks Woronesch, wo er sich dafür einsetzte, die Voraussetzungen für das jüdische Leben in der Stadt und der Region zu sichern. Mit Unterstützung Nosikovs wurde 2014 die Synagoge der Stadt Woronesch, ein Kulturdenkmal der Region, restauriert. Ein Jahr später wurde ein Projekt zum Bau einer Mikwe in der Synagoge umgesetzt. Für die Umsetzung dieses Projekts erhielt Rabbi Nosikov ein Diplom der „Keren Mikvoes International Foundation“. Seit 2011 vertrat Nosikov die Russische Föderation im Europäischen Jüdischen Parlament.
Neben der Schaffung der Infrastruktur für das religiöse Leben vertrat Nosikov die Interessen der Gemeinde Woronesch im interreligiösen Rat der Regionalduma der Region Woronesch.
Außerdem vertrat er seine Gemeinde in folgenden Organisationen: 
- als Mitglied des Russischen Jüdischen Kongresses
- als Mitglied der Wohltätigkeitsorganisation Chesed Nechama
- als Mitglied des Interreligiösen Rates des Föderalen Strafvollzugsdienstes der Region Woronesch
- sowie als Abgeordneter des Europäischen Jüdischen Parlaments aus der Russischen Föderation